# Tractuur

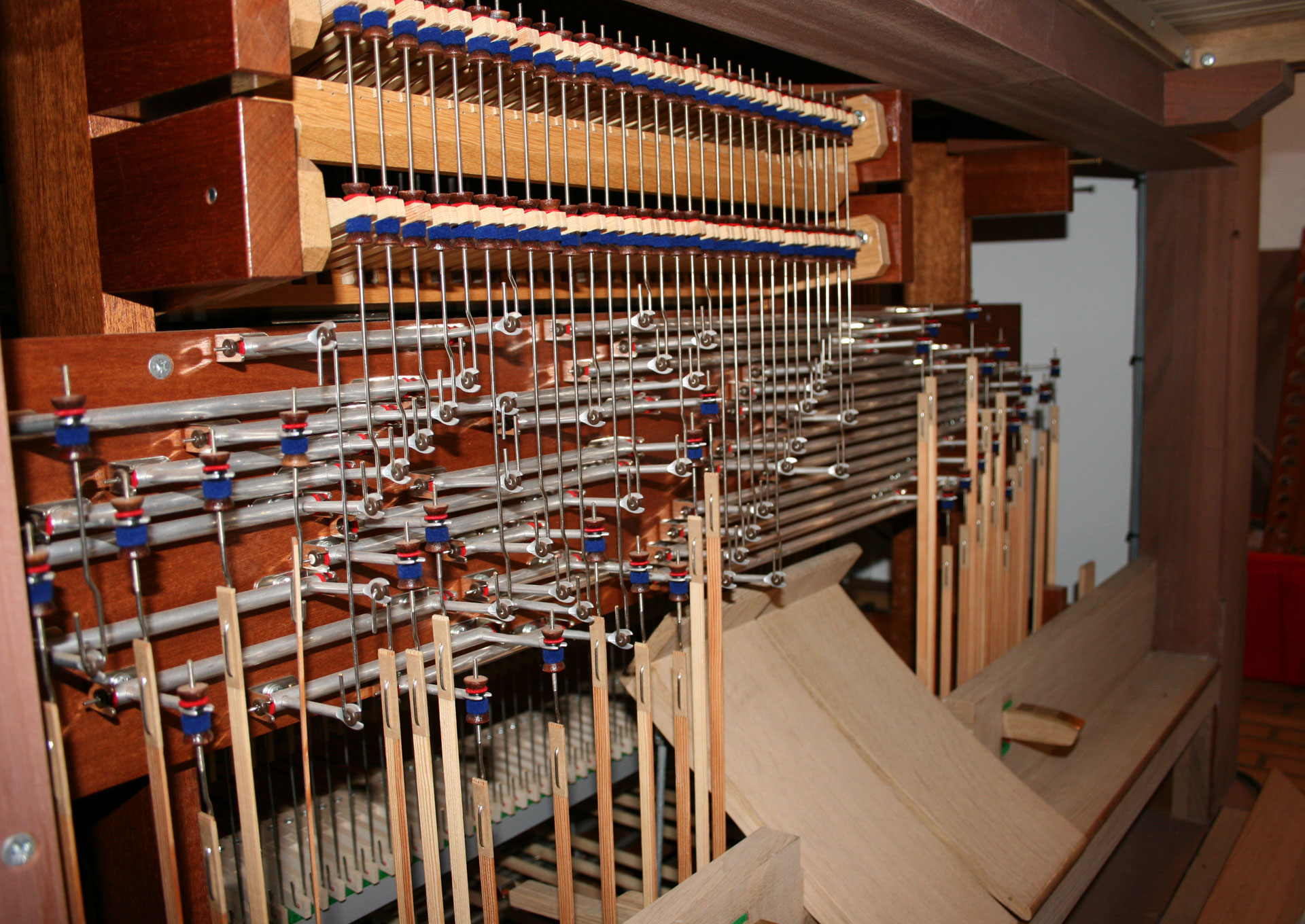
Tractuur

Onder de tractuur van een orgel wordt de overbrenging verstaan, die de mechanische acties van de bespeler aan de speeltafel of klaviatuur doorgeeft naar de onderdelen in het orgel, die de acties moeten uitvoeren. De mechanische acties van de organist kunnen zijn:
- Het indrukken van een toets van een manuaal of het pedaal
- Het trekken, schuiven of anderszins bedienen van een register
- Het bedienen van speelhulpen, zoals koppels, zwelwerken en dergelijke

## Toets- en registertractuur
De term tractuur wordt vooral gebruikt voor nadere duiding van de toetstractuur en de registertractuur.
- De inrichting die de beweging van de toetsen naar de ventielen brengt, is de toetstractuur.
- De inrichting die de registers in- en uitschakelt, dus die de positie van de registerknop overbrengt naar de sleep, is de registertractuur. Bij een sleeplade betekent dit het verschuiven van de sleep.

Samen noemt men beide tracturen ook wel het regeerwerk.

## Tractuurtypen
Er zijn vier tractuurtypen:

Tractuur Mechanisch systeem

Tractuur Pneumatisch systeem

Tractuur Electropneumatisch systeem

- Mechanisch, met trekstangen ("abstracten"). De klaviatuur is rechtstreeks via abstracten met de "werken" verbonden en dus geïntegreerd in de orgelkas, of staat als vrije speeltafel op korte afstand direct vóór de orgelkas.
- Pneumatisch, overbrenging door middel van wind door "conducten". Werkt trager dan mechanisch, waardoor de pijp spreekt nádat de toets is ingedrukt, en niet gelijktijdig.
- Elektro-pneumatisch. Dit combineert de lichte speelaard van pneumatiek met een snellere reactietijd, alhoewel nog steeds een lichte vertraging aanwezig is.
- Elektrisch, maakt een grote afstand tussen speeltafel en orgel mogelijk, en waarbij een flinke bundel kabels nodig is tussen orgel en speeltafel. Maakt lichte toetsaanslag en snelle aanspreektijd mogelijk.
- Elektronisch, maakt eveneens een grote afstand tussen speeltafel en orgel mogelijk, maar heeft slechts een dun kabeltje tussen de speeltafel en het orgel nodig door de zowel in de speeltafel als in het orgel verwerkte elektronica. Maakt lichte toetsaanslag en snelle aanspreektijd mogelijk.

Essentieel voor de keuze van een type tractuur is de kracht die nodig is om de toets in te drukken en de tijd die zit tussen het indrukken van een toets en het aanspreken van een pijp.
Mechanische tractuur kan leiden tot een zwaarder toucher, maar zorgt ook voor direct contact tussen de toets en de pijp, waardoor de speler controle heeft over de aan- en afspraak van de pijp (dus het begin en eind van de toon.) Met name als meerdere manualen aan elkaar gekoppeld worden en bij 19e-eeuwse instrumenten met veel 8'-registers en hoge winddrukken, kan de speelaard van een mechanisch instrument zwaar worden.
Systemen die zorgen voor een lichtere speelaard geven de speler echter geen controle over de aan- en afspraak. De speler drukt een toets in, en het ventiel in de windkast "wordt voor hem geopend". Afhankelijk van het type tractuur kan hierbij echter vertraging optreden in de tijd tussen het indrukken van de toets en de aanspraak van de pijp.
Een manier om mechanische tractuur lichter te maken is de barkermachine, een 19e-eeuwse uitvinding waarbij een pneumatisch systeem tussen de mechanische systemen van klavier en windlade wordt geplaatst, en die veel werd toegepast door de bouwer Cavaillé-Coll.

## Klokkenspel
Bij een klokkenspel, ook wel beiaard of carillon genoemd, maakt men gebruik van tracturen om de toetsen en pedalen te verbinden met de klepels van de klokken.